# Gyula Zsengellér
Dans le nom hongrois Zsengellér Gyula, le nom de famille précède le prénom, mais cet article utilise l’ordre habituel en français Gyula Zsengellér, où le prénom précède le nom.
Gyula Zsengellér ([ˈɟulɒ], [ˈʒɛŋɡɛlːeːr]) (né le 27 décembre 1915 à Cegléd, mort le 29 mars 1999 à Nicosie) est un footballeur puis entraîneur hongrois. Jouant au poste d'intérieur, il est vice-champion du monde en 1938.
Surnommé « le Professeur » lors de son passage à Rome en raison de sa maîtrise du français et du latin, Zsengellér est l'un des meilleurs footballeurs européens des années 1930 et 1940. En 1997, il apparaît à la sixième place dans le classement des meilleurs buteurs des championnats de première division du monde, sur des données recueillies de 1888 à 1996 et compilées par l'IFFHS.

## Biographie

### Carrière en club
Natif de Cegléd, Gyula Zsengellér commence à jouer au football dans l'équipe de la ville en 1929, puis change de club pour rejoindre Salgótarján l'année suivante. Il évolue avec l'équipe de jeunes jusqu'en 1935, avant de faire ses débuts cette année-là en première division du championnat national hongrois, le Nemzeti Bajnokság I. Malgré dix-neuf buts inscrits en vingt-quatre apparitions, Zsengellér ne peut empêcher la relégation de l'équipe en deuxième division. Il est ensuite recruté par Újpest et reste fidèle à l'équipe de Budapest pendant douze saisons, interrompues par la Seconde Guerre mondiale, remportant quatre championnats dans l'élite, et triomphant en Coupe Mitropa en 1939 en étant le meilleur buteur de la compétition avec neuf réalisations. Il est également le meilleur buteur du championnat hongrois à cinq reprises, inscrivant notamment lors de la saison 1938-1939 un total de 56 buts, soit un record mondial cette année-là. Dans le club magyar, il marque un total de 368 buts en 303 matchs de championnat jusqu'en octobre 1947 lorsque, alors qu'il entame sa treizième saison au club, il est acheté par la Roma pour 14 millions de lires. Son recrutement est facilité par l'arrivée au poste d'entraîneur de son compatriote Imre Senkey, qui a l'intention d'utiliser Zsengellér dans son système tactique en « W-M ».
Zsengellér fait ses débuts en Serie A le 26 octobre 1947 à l'occasion d'une victoire romaine sur l'Atalanta (4-1), et signe son premier but le match suivant, le 2 novembre, contre Pro Patria (1-1). Cependant, son expérience romaine n'est pas la meilleure : la première saison, il marque seulement cinq buts en vingt-huit matchs, tandis que dans la deuxième il ne joue que six matchs (tous dans la seconde moitié de la saison), marquant un but. Il est transféré ensuite, alors que la saison a commencé, à l'Anconitana qui lutte en Serie C, et signe dix-huit buts en trente matchs. Grâce à ces buts, en particulier à partir de la dix-septième journée (qui voit son premier but, lors d'Anconitana-Piombino le 25 décembre 1949), l'équipe obtient la promotion en Serie B.
En août 1950, Zsengellér rejoint, avec d'autres joueurs apatrides ou d'origine hongroise sous les ordres de l'entraîneur-joueur Kosegy, une équipe nommée Hungaria FbC Roma qui ne joue que des matchs amicaux et que les journaux d'époque appellent aussi I.R.O. (acronyme pour « organisation internationale pour les réfugiés »). Cette équipe, après des matchs à la fois en Allemagne et en Espagne, fait une tournée en Colombie en 1950, en jouant plusieurs matchs d'exhibition contre des équipes locales. Plusieurs joueurs de l'équipe (tels que Ferenc Nyers et Béla Sárosi) en profitent alors pour rejoindre le championnat de Colombie récemment créé qui attire des joueurs du monde entier, grâce à des salaires mirobolants qui donnent à la compétition des allures d'« El Dorado (en) »,. De même, Zsengellér signe un contrat d'entraîneur-joueur avec le Deportivo Samarios, où il reste deux saisons en inscrivant vingt-trois buts en trente-sept matchs, puis il prend sa retraite de footballeur à l'âge de 37 ans pour se reconvertir comme entraîneur. Avec plus de 522 buts en matchs officiels, Zsengellér est parmi les vingt buteurs les plus prolifiques de l'histoire du football.

### Carrière internationale
Zsengellér fait ses débuts avec l'équipe nationale hongroise le 2 décembre 1936 à Londres contre l'Angleterre, qui remporte le match amical (2-6). Il marque ses premiers buts internationaux dans le cadre de la Coupe internationale 1936-1938 à Bâle le 4 novembre 1937 contre la Suisse (5-1), réalisant un coup du chapeau. Devenant rapidement l'un des piliers de la sélection, qui adopte à cette période une formation en « W-M », Zsengellér participe en tant que titulaire de la Coupe du monde de football 1938 en France, où il est l'un des protagonistes de la compétition. Il marque ainsi deux buts au premier tour à élimination directe (6-0 contre les Indes néerlandaises), un but en quart de finale (2-0 contre la Suisse) et deux buts en demi-finale contre la Suède (5-1),. S'il reste muet en finale contre l'Italie, perdue par les Hongrois (2-4), Zsengellér se classe toutefois comme le deuxième meilleur buteur de l'épreuve avec cinq buts, deux unités derrière le Brésilien Leônidas, ex æquo avec son coéquipier György Sárosi et le champion du monde Silvio Piola.
Le 26 octobre 1938, Zsengellér est retenu au sein d'une sélection du « reste de l'Europe » battue par l'Angleterre (0-3). Zsengellér continue à jouer ponctuellement pour son pays pendant la Seconde Guerre mondiale et honore sa dernière cape officielle le 20 août 1947 à Budapest contre l'Albanie (3-0). Au total, il compte sous le maillot magyar 32 buts en 39 matchs.

### Carrière d'entraîneur
Après une période comme entraîneur en Colombie qui prend fin en 1953, il retourne en Europe et plus particulièrement à Chypre, où il dirige le Pezoporikos Larnaca, remportant le titre de champion en 1953-1954. Il s'installe plus tard sur le banc de Cosenza, où il reste pendant une saison, avant de retourner à Chypre. Il revient au chevet des Calabrais de 1960 à 1962, et est entraîneur adjoint de 1970 à 1972. Il alterne tout au long de sa carrière entre Chypre (dont il dirige également l'équipe nationale pendant deux ans), l'Italie (dirigeant également les clubs de Salerne et Ravenne) et la Grèce (Apollon Kalamarias et Olympiakos Volos). De retour à Chypre, il remporte en 1976 la Coupe de Chypre avec l'APOEL, avant de passer à l'APOP Paphos où, après trois saisons, il termine sa carrière d'entraîneur en 1979. Il meurt sur son île d'adoption à l'âge de 83 ans.

## Palmarès

### Palmarès de joueur
Újpest
- Championnat de Hongrie (4) :
  - Champion : 1938-1939, 1945, 1945-1946 et 1946-1947.

- Coupe Mitropa (1) :
  - Vainqueur : 1939.

### Palmarès d'entraîneur
Pezoporikos Larnaca
- Championnat de Chypre (1) :
  - Champion : 1953-1954.

 APOEL
- Coupe de Chypre (1) :
  - Vainqueur : 1975-1976.